# Inno3D
Inno3D är ett varumärke för en mindre tillverkning av grafikkort och moderkort baserade på kretsar från nVidia (GeForce/nForce). Moderkorten är avsedda för AMD-processorer. Moderföretaget har sitt säte i Hongkong, med det officiella namnet InnoVISION Multimedia Limited. Under andra varumärken (EIO, innoAX, innoDV) säljer man även vissa andra produkter, som portabla mediaspelare, video-in-utrustning och USB-minnen.